# Wilson (hrabstwo Carter)
Wilson – miejscowość w Stanach Zjednoczonych, w stanie Oklahoma, w hrabstwie Carter.